# Barão do Amparo

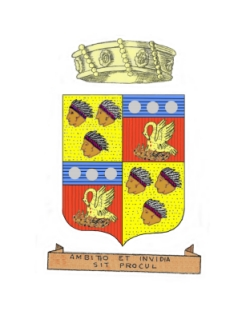
O brasão de armas dos barões do Amparo.

Barão do Amparo foi um título nobiliárquico criado por D. Pedro II do Brasil por carta de 17 de janeiro de 1853, a favor de Manuel Gomes de Carvalho.
Titulares
1. Manuel Gomes de Carvalho (1788–1855);
2. Joaquim Gomes Leite de Carvalho (1830–1921) – filho do anterior.